# Nikolai Iwanowitsch Argunow

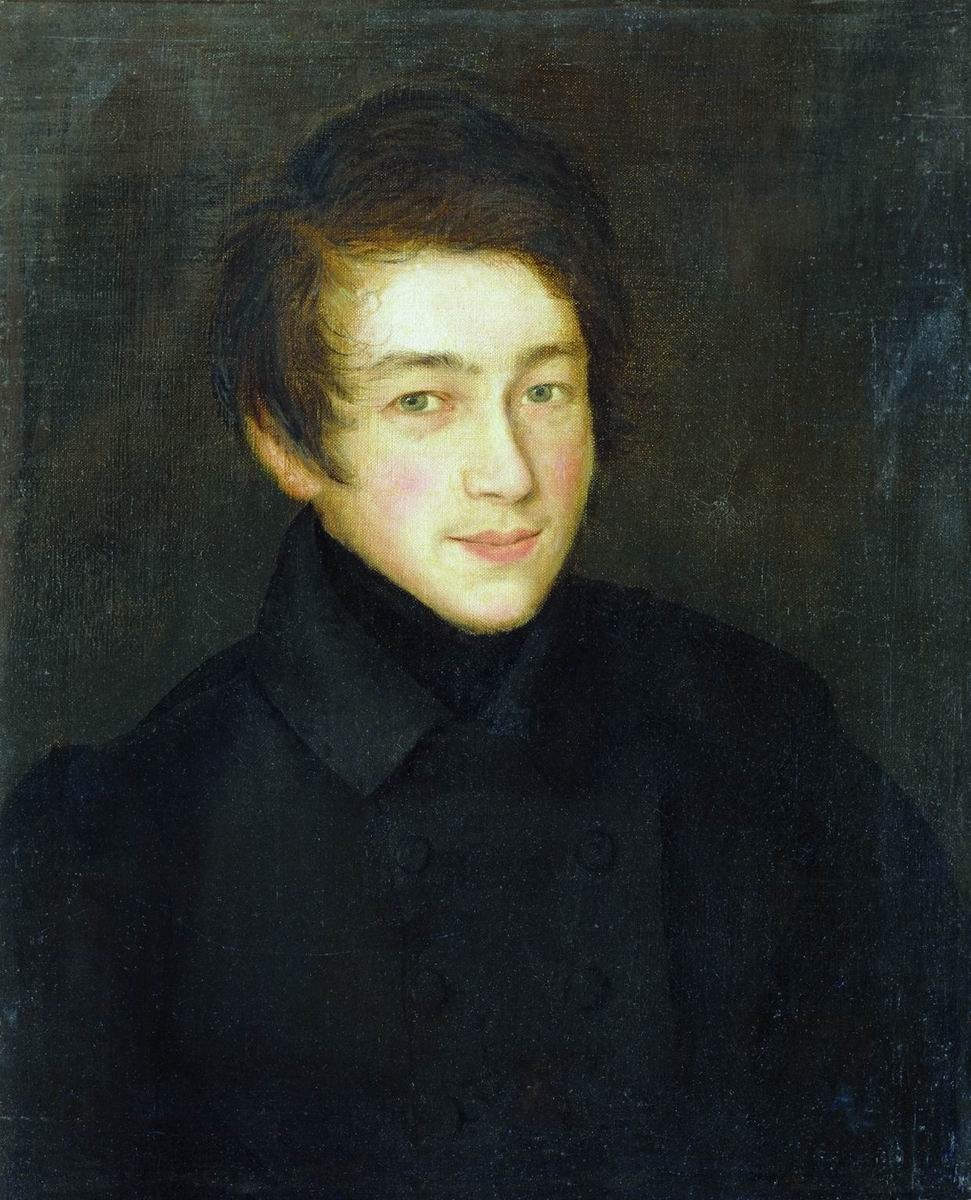
Nikolai Iwanowitsch Argunow

Nikolai Iwanowitsch Argunow (russisch Николай Иванович Аргунов; * 1771 in St. Petersburg; † 1830 in Moskau) war ein russischer Maler, Porträtist und Miniaturmaler.

## Leben
Argunow war Sohn des leibeigenen Malers Iwan Argunow. 1809 starb Argunows Herr Graf Nikolai Scheremetew. Die Vormünder des minderjährigen Sohnes und Erben Dmitri Scheremetew ließen alle leibeigenen Hofangestellten, Musiker und Künstler frei, dass sie sich „durch eigener Hände Arbeit ernährten“. Argunow konnte nun als selbständiger Porträtist arbeiten, aber den formalen Freibrief erhielt er erst 1816, als er Anwärter auf die Mitgliedschaft der Kaiserlichen Kunstakademie wurde. 1818 wurde er als Mitglied (Akademik) aufgenommen. Als erster malte er postume Porträts in barocker Art. Besonders bekannt sind seine Porträts der Scheremetews sowie ihrer leibeigenen Künstler Praskowja Schemtschugowa und Tatjana Granatowa. Argunows Gemälde hängen in den Scheremetjew-Schlössern Kuskowo und Ostankino und in der Tretjakow-Galerie.